# Crisis constitucional rusa de 1993
La crisis constitucional rusa de 1993 ―también llamado Octubre Negro de 1993― hace referencia a los hechos acaecidos en Rusia entre el 21 de septiembre y el 5 de octubre de ese año.
La crisis comenzó el  21 de septiembre de 1993, cuando el presidente Borís Yeltsin decretó la disolución del Congreso de los Diputados del Pueblo de Rusia y el Sóviet Supremo de Rusia, organismos que eran un obstáculo para su consolidación en el poder y la realización de la reforma liberal. El decreto de Yeltsin era ilegal al ir en contra de la vigente Constitución de la RSFS de Rusia de 1978. Después de la crisis, el 15 de octubre, ordenó refrendar una nueva Constitución (Constitución de la Federación de Rusia).
El Congreso rechazó el decreto presidencial y aprobó la destitución del presidente Yeltsin mediante una apelación. El vicepresidente en vigor, Aleksandr Rutskói, fue nombrado presidente, tal y como mandaba la constitución. El 28 de septiembre las protestas públicas contra el gobierno de Yeltsin tomaron las calles en Moscú. En la represión de las mismas se produjeron varios muertos.
Bajo el control de Yeltsin, el ejército determinó el final de la crisis. Los diputados se encerraron en la Casa Blanca, edificio sede del Parlamento ruso, y se dispusieron a resistir el asedio de las fuerzas bajo control del depuesto presidente. Durante la semana siguiente, las protestas populares contra Yeltsin y en apoyo al Parlamento y al Sóviet Supremo fueron creciendo. Alcanzaron su punto álgido el 2 de octubre, cuando Rusia se encontraba a las puertas de una guerra civil. En ese punto, las cúpulas militares mostraron su apoyo al depuesto presidente y este ordenó el desalojo de la Casa Blanca a la fuerza. La orden de Yeltsin se materializó mediante el bombardeo, mediante carros de combate y artillería del edificio sede de la soberanía popular. La Casa Blanca sufrió graves daños y muchos de sus ocupantes murieron en el ataque.
Para el 5 de octubre, la resistencia a Yeltsin había sido destruida. El conflicto, que duró diez días, fue el más grave sucedido en Moscú desde la Revolución rusa de octubre de 1917. El propio gobierno estimó 187 muertos y 473 heridos. Otras fuentes dan una cifra de 2000 muertos.
Los gobiernos occidentales justificaron el uso de la fuerza contra el parlamento y los diputados legítimamente elegidos. El asalto contó con el aval de la administración de Bill Clinton, que entonces gobernaba Estados Unidos, y el apoyo de la prensa de los países denominados occidentales.

## Origen de la crisis

### Intensificación de la lucha entre los poderes legislativo y ejecutivo

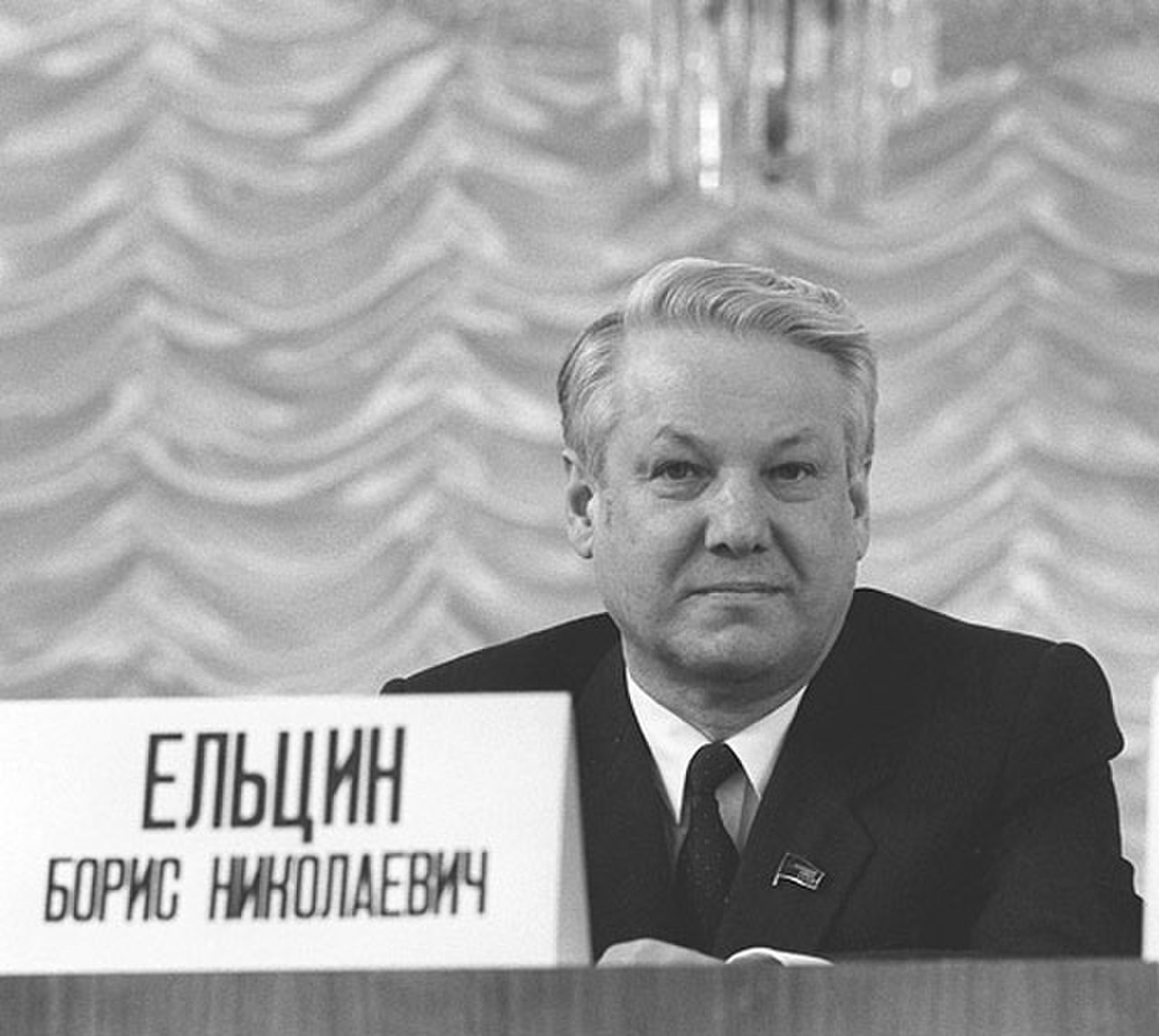
Borís Yeltsin, presidente de Rusia durante la crisis.

El programa de reformas económicas de Yeltsin se comenzó a ejecutar el 2 de enero de 1992 lo que propició una rápida subida de los precios de los artículos de primera necesidad, una disminución importante del gasto gubernamental en asuntos sociales que se agravó por la imposición de tasas e impuestos. Esto produjo una falta de crédito y el cierre de muchas industrias. Se abrió una gran crisis económica que provocó el alejamiento de muchos políticos del programa de reformas dando lugar al nacimiento de dos bandos enfrentados, unos a favor de la aplicación de las reformas económicas radicales de corte neoliberal y otros en su contra en el propio seno del gobierno ruso.
Durante 1992, la oposición a las reformas de Yeltsin fue en aumento basándose, sobre todo, en las condiciones lamentables en las que se encontraba la industria rusa y los deseos de más autonomía de las repúblicas y regiones que componen Rusia.
El vicepresidente de Rusia Aleksandr Rutskói calificó públicamente el programa de reformas de Yeltsin como «genocidio económico». Los presidentes de las repúblicas rusas de Tartaristán y Bashkiria, ricas en petróleo proclamaron la independencia del gobierno de Moscú.
También en el transcurso de 1992, Yeltsin se fue enfrentando con el Poder Legislativo, tanto con el Congreso de los Diputados del Pueblo de Rusia, cámara alta, como con el Soviet Supremo de Rusia por el control del gobierno y la política gubernamental. En 1992, el portavoz del Sóviet Supremo de Rusia, Ruslán Jasbulátov, se posicionó en contra de las reformas económicas, aunque decía apoyar el fin de las mismas.
El presidente fue informado sobre las reformas constitucionales que se habían realizado en 1991 y que determinaban que sus poderes especiales para la emisión de decretos expiraban antes del fin de 1992 (Yeltsin amplió los poderes especiales para la emisión de decretos más allá de los límites constitucionales para ejecutar su programa de reformas económicas). Yeltsin exigió al parlamento que realizara un cambio constitucional que le ampliará el poder emitir decretos para poner en marcha su plan de privatizaciones (solo el parlamento tenía la autoridad de modificar la constitución). Pero el Congreso de los Diputados del Pueblo de Rusia y el Sóviet Supremo se negaron a redactar una nueva constitución que garantizara, por ley, el poder de decretar del presidente del gobierno.

### La séptima sesión del Congreso de Diputados del Pueblo

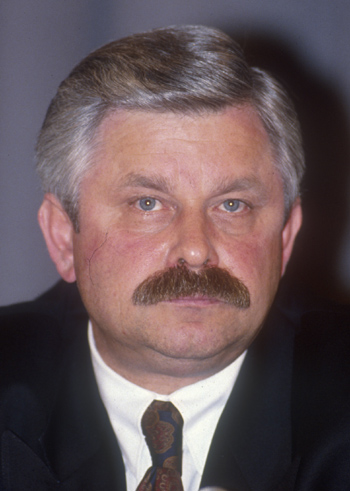
Aleksandr Rutskói, vicepresidente contrario a Yeltsin.

Durante diciembre de 1992, el parlamento y el presidente Yeltsin protagonizaron un importante número de conflictos. El mayor de ellos fue la designación, el 9 de diciembre, de Yegor Gaidar como primer ministro. Gaidar, considerado el padre de las reformas económicas, era muy impopular. El parlamento repudió la designación y demandó rectificaciones en el programa económico y pidió al Banco Central, el cual se encontraba bajo control parlamentario, que siguiera emitiendo los créditos necesarios para que las empresas pudieran subsistir y evitar su cierre.
El día siguiente, el 10 de diciembre, visiblemente enfadado, Yeltsin replicaba al parlamento en un discurso llamándolo 

fortaleza de fuerzas conservadoras y reaccionarias

. La respuesta del parlamento fue el votar a favor de que el ejército estuviera bajo su control.
El día 12 de diciembre, Yeltsin y el portavoz parlamentario Jasbulátov llegan a un acuerdo de compromiso en que se recogen los siguientes puntos:
1. La realización de un referéndum nacional para aprobar la nueva constitución antes de abril de 1993.
2. Extensión hasta esa fecha de la capacidad de emisión de decretos por parte del presidente Yeltsin.
3. Reconocimiento del derecho parlamentario para votar la designación del primer ministro.
4. El parlamento se reafirma en su derecho de rechazar a los candidatos presidenciales para los ministerios de asuntos exteriores, defensa, interior y seguridad.

Seguidamente, el 14 de diciembre, Yeltsin nombra a  Víktor Chernomyrdin primer ministro, el cual es confirmado por el parlamento.
El acuerdo del presidente Yeltsin con el Séptimo Congreso de los Diputados del Pueblo de Rusia funcionó por un tiempo. A principios de 1993, se fue incrementando la tensión entre Yeltsin y el parlamento a raíz de la convocatoria del referéndum y el mantenimiento del poder de decreto presidencial. El congreso, presidido por Ruslán Jasbulátov, redujo los poderes de decreto del presidente que había dado en 1991 y empezó a detectar que podía bloquear las acciones de gobierno e incluso derrocar al presidente. Comenzó una práctica de erosión del control presidencial sobre el gobierno a lo que Yeltsin respondió convocando el referéndum constitucional para 11 de abril.

### Octava sesión del Congreso de los Diputados del Pueblo

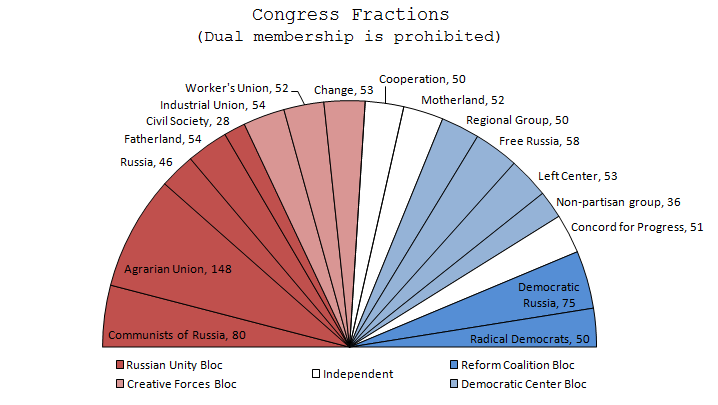
Composición del parlamento ruso en 1992

La Octava sesión el Congreso de los Diputados del Pueblo se abrió en 10 de marzo de 1993 con un discurso de Jasbulátov que contenía un duro ataque contra el presidente Yeltsin a quien lo acusaba de cometer actos inconstitucionales. A mediados de marzo, el parlamento celebró una sesión extraordinaria en la que se aprobó mantener la constitución y anular el referéndum y recortar los poderes presidenciales, propiciando de nuevo un cambio que alejaba a Yeltsin del poder. Yeltsin abordó, fuera del edificio del congreso, a Vladímir Shumeyko, presidente de la cámara, para decirle que el referéndum se celebraría el 25 de abril.
El parlamento fue extendiendo gradualmente su influencia sobre el gobierno. El 16 de marzo, el presidente Yeltsin designa por decreto a Víktor Gueráschenko como parte del gobierno, al presidente del Banco Central y a otros tres altos funcionarios que debían ser parte del gobierno por designación parlamentaria.

### El régimen especial

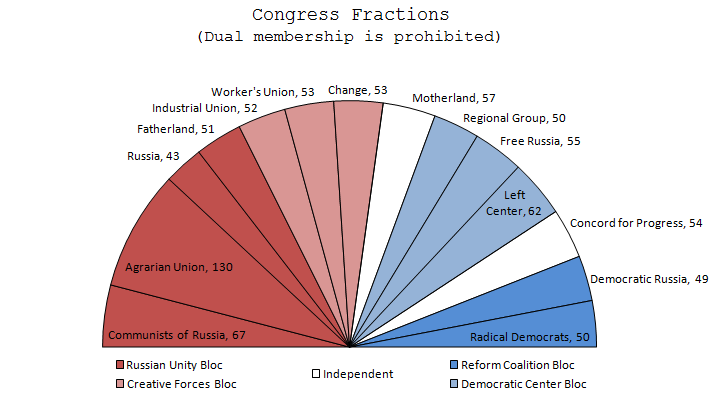
Composición del parlamento de Rusia en 1993

La respuesta del presidente Yeltsin fue dramática. El 20 de marzo, se dirigió a la nación para proponer la instauración de un «régimen especial» bajo el cual tendría poderes extraordinarios hasta la realización de un referéndum unas nuevas elecciones legislativas, una nueva constitución y la ratificación de la confianza en el presidente y vicepresidente. Yeltsin también atacó al parlamento acusando a los diputados de querer imponer de nuevo el «Orden soviético».
El vicepresidente Rutskói, oponente de Yeltsin, condenó las declaraciones de Yeltsin diciendo que lo único que quería era seguir teniendo la capacidad de gobernar por decreto. Después el Tribunal Constitucional de la Federación de Rusia determinó que la proposición de Yeltsin era anticonstitucional y este se echó atrás.

### Novena sesión del Congreso de los Diputados del Pueblo
El 9 de marzo, comenzaron las sesiones del Noveno Congreso de los Diputados del Pueblo, La primera sesión fue extraordinaria y en ella se trató de la adopción de medidas de emergencia para salvaguardar la constitución incluyendo la recusación del presidente Yeltsin. El presidente reconoció que se había equivocado y se salvó, por un estrecho margen de votos, de ser recusado. Faltaron 72 votos para alcanzar los 689 necesarios para la mayoría absoluta de 2/3 de la cámara.

### El referéndum nacional
El Congreso de los Diputados del Pueblo de Rusia intentó fijar unos nuevos términos para la celebración del referéndum popular. La propuesta parlamentaria preguntaba a los ciudadanos;
- Si mantenían la confianza en el presidente Yeltsin.
- Si aprobaban sus reformas.
- Si aceptaban la celebración de elecciones legislativas y presidenciales inmediatas.

La resolución del parlamento decía que para ganar, Yeltsin debía de obtener más del 50 % del electorado y no el 50 % de los votos emitidos para evitar unas elecciones presidenciales inmediatas.
El 25 de abril se celebró el referéndum y Yeltsin obtuvo la victoria. La mayoría de los votos emitidos le fueron favorables y apoyaban la convocatoria de elecciones. Yeltsin entendió que esos resultados le permitían mantenerse en el poder al hacer la lectura que los votantes le apoyaban a él en vez que al parlamento pero no tenía un mecanismo constitucional para implementar su victoria por lo que tuvo que utilizar la táctica de decir que él estaba legitimado por el pueblo para quedar por encima del poder legislativo, que también lo estaba.

### La convención constitucional
Yeltsin convocó una Conferencia de Hombres Notables, compuesta de políticos de todas las instituciones, regiones, organizaciones públicas y políticas para junio en la que se examinaría su proyecto constitucional que había presentado en abril. Después de mucho discutir el Comité Constitucional del Congreso de Diputados del Pueblo decidió acudir a la misma y presentar su propia propuesta constitucional. Por supuesto ambas propuestas divergían en lo referente a las cuestiones y relaciones de los poderes Ejecutivo y Legislativo.
En la conferencia participaron 200 representantes y de ella salió una propuesta constitucional, el 12 de julio, que constituía un Poder Legislativo bicameral y la disolución del Congreso. Pero para la ejecución el propio congreso debía de aprobar la misma. El Soviet Supremo rechazó inmediatamente la propuesta constitucional y declaró que el Congreso de los Diputados era el órgano supremo legislativo y que era de su competencia decidir sobre la nueva constitución.
El parlamento estaba activo en julio mientras que el presidente Yeltsin estaba de vacaciones, en ese período se lanzaron varios decretos que revisaban la política económica con el objetivo de terminar con la división social a la vez que iniciaba investigaciones sobre las acciones de varios miembros del gobierno afines al presidente Yeltsin por sospechas de delitos de corrupción.
En agosto Yeltsin volvió de sus vacaciones y declaró que haría todo lo posible, incluyendo las modificaciones constitucionales, para convocar elecciones legislativas.

### Choque de poderes
El 1 de septiembre, Yeltsin lanzó su ofensiva destituyendo al vicepresidente Rutskói que era partidario del legislativo y que había sido elegido junto a Yeltsin en las elecciones de 1991 y que era el sucesor automático del presidente según la legislación vigente. La excusa utilizada para su distinción fue expuesta por el portavoz presidencial, se acusaba a Rutskói de corrupción.
El día 3 de septiembre, el Sóviet Supremo de Rusia desestima la destitución de Rutskói y remite el asunto al Tribunal Constitucional.
La respuesta del Tribunal llegó dos semanas más tarde en la que se debían de realizar elecciones presidenciales y legislativas anticipadas. El parlamento lo ignoró. El 18 de septiembre, Yeltsin nombra a Yegor Gaidar, que había sido vetado del gobierno por el parlamento en 1992, como primer ministro y Ministro de Economía. Esto era inaceptable para el Sóviet Supremo que lo rechazo enérgicamente.

## Yeltsin disuelve el parlamento

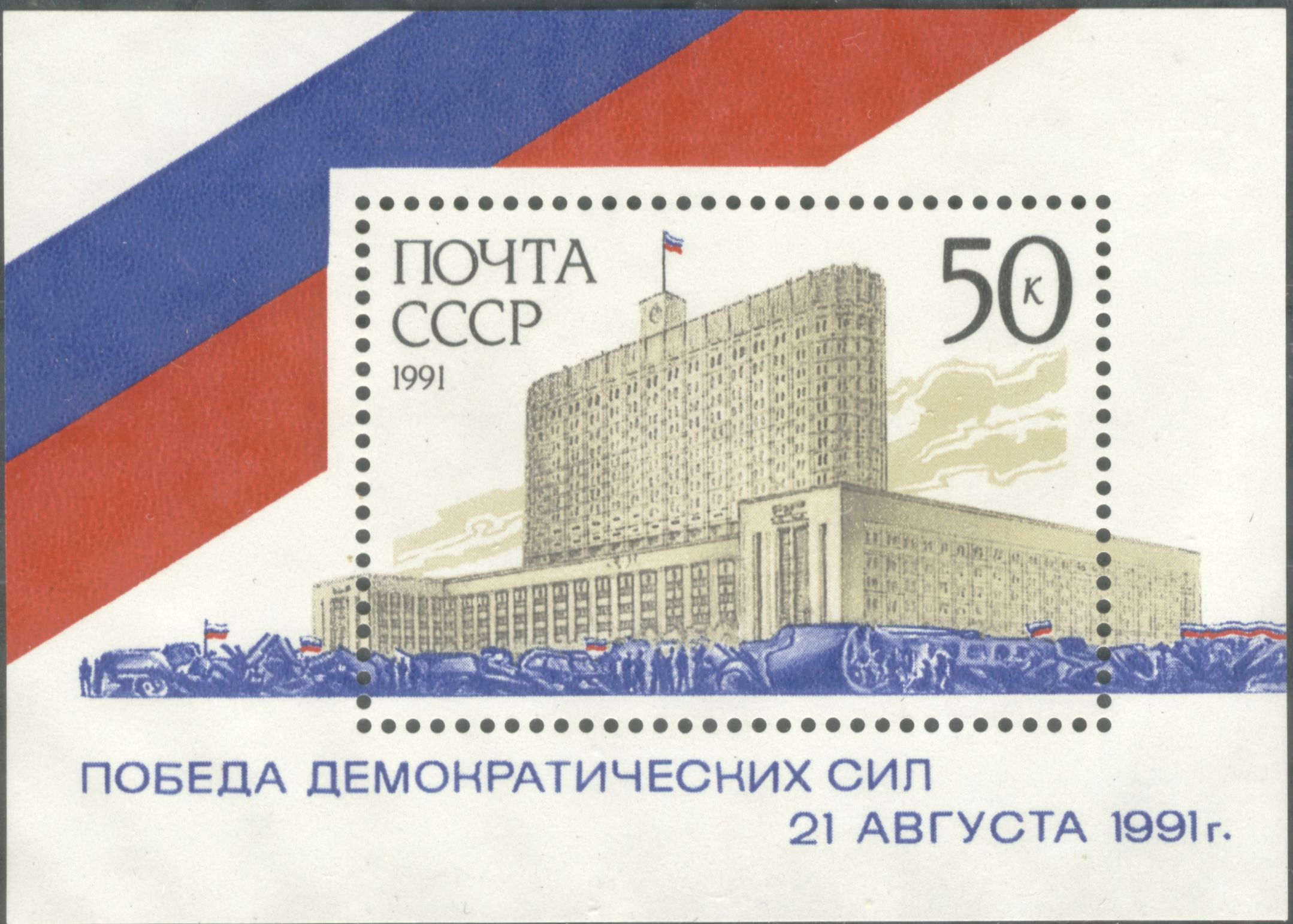
Sello ruso en el que aparece el edificio de Parlamento ruso, la Casa Blanca.

El 21 de septiembre de 1993 Yeltsin respondió con la convocatoria de un nuevo referéndum nacional y un decreto por el que disolvía el parlamento a la vez que convocaba elecciones legislativas para diciembre.
Sustituyó la constitución vigente desde 1978 por otra, la Constitución de la Federación de Rusia, que le permitía gobernar por decreto y diseñó un nuevo parlamento, la Asamblea Federal de Rusia, cuya Cámara Baja con 450 diputados recibiría el nombre de Duma Estatal, análogo al de la Duma Estatal del Imperio ruso que existía antes a la Revolución de Febrero de 1917 que derrocó la monarquía del Imperio ruso. Esta sería la Cámara Baja mientras que la Cámara Alta, llamada el Consejo de la Federación, tendría representación de las 89 subdivisiones de la Federación de Rusia.
Yeltsin exigió que se disolviera el parlamento en septiembre dejando así libre el camino para las reformas económicas tendentes a conseguir una transición rápida a la economía de libre mercado. Yeltsin tenía el apoyo incondicional de los Estados Unidos. El apoyo que recibió de los países occidentales se mantuvo hasta el final de los acontecimientos, incluso cuando la intervención armada contra el Congreso de los Diputados del Pueblo de Rusia y el Sóviet Supremo de Rusia produjo cientos de muertos entre los representantes del pueblo ruso. Este hecho fue señalado en España por el líder de Izquierda Unida, Julio Anguita, quien declaró 

Occidente se ha manchado las manos de sangre (por) el apoyo internacional a Borís Yeltsin

 y acusó a los países occidentales, entre ellos a España, de ser responsables de la grave situación de Rusia por «haber apoyado a un golpista» en referencia al presidente de la Federación de Rusia. Por el contrario, el Partido Popular de España, por boca de su dirigente Rodrigo Rato, declaró que «Occidente no le está dando el poder al presidente Yeltsin, simplemente por apoyarlo, sino que se lo tendrá que ganar en unas elecciones libres». Rato subrayó, no obstante, el apoyo de su partido al ataque a la Casa Blanca.

### El Parlamento invalida la presidencia de Yeltsin
El Tribunal Constitucional sentencia que Yeltsin ha violado la Constitución al decretar la disolución del Parlamento por lo que podría ser acusado. El Parlamento, en una sesión que duró toda la noche, presidida por Jasbulátov, declara que el decreto de Yeltsin es ilegal y por lo tanto nulo, destituye a Yeltsin de la presidencia de la nación y nombra al vicepresidente, Rutskói, presidente de Rusia, tal como señala la Constitución. Rutskói jura su cargo y la Constitución esa misma noche. Rutskói ya había calificado la acción de Yeltsin de golpe de Estado.
La respuesta de Yeltsin es la de destituir a todos los ministros de su gabinete afines al poder legislativo, estos son: Pável Grachov, ministro de Defensa; Nikolái Golushko, ministro de Seguridad y Víktor Yerin, ministro de Interior. Rusia pasa a tener dos presidentes, dos ministros de defensa, de seguridad e interior. 
El Partido Comunista de la Federación Rusa no participa en los acontecimientos, ni Guennadi Ziugánov, ni otros líderes se ven envueltos en estos actos, aunque muchos miembros individuales del partido y otras organizaciones de izquierda apoyaron, activamente, al Parlamento.

### Protestas en Moscú
Entre el 21 y el 24 de septiembre, el ambiente popular a favor de los parlamentarios fue creciendo. Yeltsin se vio envuelto en una oleada de protestas populares en defensa de los Diputados encerrados en la Casa Blanca, algunas de ellas superaron los cuarenta mil manifestantes.
Las calles de Moscú se llenaron de gentes, miles, que acudían a defender el edificio del Parlamento, que como había pasado en el intento de golpe de Estado de agosto de 1991, adquirió de nuevo un valor simbólico. 
El ejército se mantenía en una posición comprometida entre uno y otro poder, al final el intento del presidente Rutskói, puesto por el Parlamento, de atraer a las Fuerzas Armadas al lado del Congreso de los Diputados y del Sóviet Supremo, fracasaron. La acción de Yeltsin de disolución ilegal del Poder Ejecutivo estaba preparada desde el verano y ya se habían tomado las medidas pertinentes para que las Fuerzas Armadas le fueran fieles. Según algunas opiniones, las Fuerzas Armadas apoyaron el golpe de Estado de Yeltsin porque... 

El Ejército y las fuerzas de seguridad han respaldado a Yeltsin por temor a la anarquía y a una guerra civil.

La pugna por el mando de las Fuerzas Armadas se decantó por Yeltsin al reconocer la cúpula de los ejércitos al ministro de defensa, el general Pável Grachov. Los otros dos ministerios con tropas, interior y seguridad, también fueron fieles al depuesto presidente, únicamente algunos organismos y organizaciones de dentro de las Fuerzas de Seguridad del Estado, como la Unión de Oficiales presentaron algún problema por su fidelidad al Poder Legislativo.
El pueblo se posicionó mayoritariamente con los Diputados. La dura crisis que se vivía en el país, donde el producto interior bruto había descendido a la mitad, la corrupción era generalizada, la esperanza de vida había descendido ostensiblemente, los servicios básicos como la sanidad y la educación se derrumbaban y escaseaba el alimento y el combustible mientras que la riqueza del estado, acumulada y construida con mucho sacrificio en el período soviético, se dilapidaba e iba parar a unas pocas manos que por adquirían las grandes empresas de la nación por capitales irrisorios mientras que la mayoría del pueblo pasaba, incluso hambre.
Fuera de Moscú, el apoyo a los parlamentarios era más escaso y desorganizado, aun así se organizaron protestas contra Yeltsin entre las que destacan la serie de huelgas que se produjeron por toda la geografía de la Federación de Rusia. El 28 de septiembre, se producían los primeros enfrentamientos sangrientos entre manifestantes anti Yeltsin y la policía.
La represión que se utilizó en Moscú tenía un efecto similar a la que se usó en París durante el mayo del 68 que culminó con la caída de Charles de Gaulle. El mismo día 28 de septiembre, se daba la orden, desde el ministerio del interior, de aislar las instalaciones el Parlamento. El 1 de octubre, la Casa Blanca estaba rodeada de barricadas, trincheras y alambres de espino a la vez que se apostaban los carros de combate en sus alrededores.
El propio Ministerio del Interior estimaba que había unas 600 personas en el interior de la sede parlamentaria. Ya el día 25 de septiembre, había rumores de los planes de Yeltsin de tomar el parlamento a la fuerza. Cuando las primeras barricadas fueron construidas alrededor de la Casa Blanca, los líderes parlamentarios aún tenían la esperanza de alcanzar un acuerdo con Yeltsin.
El día 29 de septiembre, los diputados sitiados aprobaron pedir la mediación del jefe de la Iglesia ortodoxa rusa, el patriarca Alejo II, en sus negociaciones con Yeltsin. El día 6 de octubre, se publicaba que 

Esta situación aparentemente se corrigió a lo largo de la jornada, tal como indicaba el hecho mismo de que el presidente Yeltsin aceptara la diplomacia del monasterio Danílovski. A pesar de que Shajrái intentó minimizar ayer la importancia de la reunión de los barones.

 y en esa misma noticia se daba cuenta de las exigencias de los líderes regionales, los barones, de que se convocara el Consejo de la Federación (el organismo que reúne a los dirigentes de los territorios rusos) y 20 de ellos se reunían con los legisladores sitiados.

### La toma de la televisión
Los días 2 y 3 de octubre fueron los días culminantes de las protestas. El día 2 de octubre partidarios del Poder Legislativo construyen barricadas en las calles de Moscú bloqueando el tráfico. En la tarde del día 3 partidarios armados de los parlamentarios logran atravesar los cordones policiales y las líneas de trincheras y alambres que aislaban la Casa Blanca. Junto a ellos grupos armados pertenecientes a los movimientos Unidad Nacional Rusa y Trabajadores de Rusia así como algunas tropas de las fuerzas destinadas a al Ministerio del Interior.
Aleksandr Rutskói llama a la protesta desde el interior de la Casa Blanca y llama a la toma del centro nacional de la televisión en Ostánkino y Jasbulátov llama a la toma del Kremlin. Ya con varios muertos en las protestas, Yeltsin declara, el día 4, el estado de excepción en Moscú que estaría vigente hasta el 18 de octubre
Esa misma tarde los manifestantes toman la alcaldía de Moscú y se dirigen al centro emisor de TV en Ostánkino en que estaba tomado por fuerzas del Ministerio del Interior. La batalla entre los soldados y los manifestantes es intensa y mueren 62 personas. Las instalaciones del centro emisor quedan dañadas y la TV rusa no puede continuar emitiendo. Antes de acabar el día 3 de octubre, la situación está controlada por los partidarios de Yeltsin gracias al uso de las fuerzas armadas.
Cuando se recupera la emisión de la TV rusa  Yegor Gaidar hace una declaración en la misma llamando a la defensa de Yeltsin, algunos cientos de personas se reúnen delante del ayuntamiento de Moscú para su defensa hasta la mañana del día 4 en el que se confirma el apoyo del ejército.

### La toma del Parlamento
El factor clave para determinar de que lado se inclinaba la balanza era la fidelidad de las Fuerzas Armadas. Durante los días 2, 3 y 4 de octubre se habían producido decenas de muertos y centenares de heridos.
Rutskói pidió el apoyo de sus camaradas, él era general, pero el apoyo se obtuvo solo de las cúpulas militares que ya estaban cercanos a los parlamentarios. No mandaron ninguna misiva a los cuarteles para atraer el apoyo de la tropa. Al final el ejército se plegó con Yeltsin. Para el amanecer del 4 de octubre los carros de combate y artillería que se había posesionado en los alrededores de la Casa Blanca abrieron fuego contra el simbólico edificio. Para el mediodía tropas de infantería entraban a sus instalaciones que iban tomando piso a piso. Se hicieron varias paradas en el ataque para permitir la evacuación de algunos legisladores. Jasbulátov y Rutskói se negaron a entregarse y permanecieron allí hasta que fueron detenidos y sacados en autobuses.
Para media tarde se había superado la resistencia civil en las calles de Moscú, pero aún se escuchaba algún disparo.
Estos hechos fueron llamados «la Segunda Revolución de Octubre» y fueron los más graves ocurridos en Moscú desde la aquellos días de 1917. Las cifras de muertos dadas por la policía fueron de 187 muertos y 437 heridos. Las fuentes no oficiales señalan un número superior a los 1500 muertos, la mayoría dentro del edificio del parlamento, la inmensa mayoría de las víctimas fueron partidarios de los legisladores. Las Fuerzas Armadas y las fuerzas del Ministerio del Interior únicamente sufrieron 12 bajas y 9 de ellas fueron debidas a fuego amigo, es decir por disparos de sus propios compañeros.
Yeltsin venció a los parlamentarios gracias al apoyo brindado por el ejército, el KGB y el Ministerio del Interior, pero sin una base popular. Pero los militares solo se movieron a regañadientes y con la disculpa de evitar males mayores. La fuerza ganó a la mayoría y esa fuerza esperaba compensaciones de Yeltsin como las dadas al general Pável Grachov, fiel a Yeltsin durante la crisis que se convirtió en una figura política relevante aun cuando se demostró sus episodios de corrupción dentro del ejército ruso.
La crisis fue la demostración fehaciente de los problemas que existían entre los Poderes Ejecutivo y Legislativo en el sistema presidencial ruso y de la ausencia de mecanismos para resolverlos.
Fue una lucha entre dos poderes, el Legislativo y el Ejecutivo, que fue ganada por aquel que pudo hacerse con la fuerza de las armas, de los instrumentos de coerción.

### La opinión pública sobre la crisis
El Instituto de Investigaciones de Opinión Pública de Rusia VCIOM (ВЦИОМ, VTsIOM) realizó una encuesta sobre los sucesos de octubre de 1993, que dio como resultado que un 51 % de los encestados justificaba el uso de la fuerza que había realizado Yeltsin, mientras que había un 30 % que no lo veía justificado. Los apoyos a las acciones de Yeltsin fueron declinando con el pasar de los años. En otra encuesta similar realizada por el mismo organismo en el año 2003 solamente un 20 % de los consultados justificaba el uso de la fuerza en los acontecimientos de 1993, mientras que el 57 % lo rechazaba.
A la pregunta sobre la causa principal de los acontecimientos de los días 2 y 3 de octubre, en 1993 el 46 % de los encuestados señalaban a las acciones de Rutskói y Jasbulátov, mientras que diez años después los principales responsables de aquellos hechos eran la herencia de Mijaíl Gorbachov con un 31 % de las opiniones recogidas y las políticas de Borís Yeltsin con un 29 % de las mismas.
En 1993, la mayoría de los rusos consideraban los sucesos acontecidos entre el 21 de septiembre y el 4 de octubre como una especie de revancha de los comunistas o la lucha de Rutskói y Jasbulátov por obtener el poder para beneficio propio. Diez años más tarde la opinión más común era que la causa de esos acontecimientos fue la de poner en marcha las reformas económicas de Yeltsin y, en especial, su plan de privatizaciones, que permitió que la riqueza del estado ruso fuera distribuida entre un número limitado de magnates, llamados oligarcas, y a las cuales se oponía el Soviet Supremo.

## Consolidación de Yeltsin en el poder

### Consecuencias inmediatas
En las semanas que siguieron a la toma de la Casa Blanca, Yeltsin publicó los decretos presidenciales que le permitían establecerse en el poder. El 5 de octubre, prohibió las organizaciones políticas de izquierdas  y nacionalistas que habían apoyado a los legisladores. También prohibió las publicaciones que tenían líneas editoriales de corte izquierdista o nacionalista. El 6 de octubre en un discurso a la nación Yeltsin invitó a que los organismos regionales, que habían apoyado a los parlamentarios, que se disolvieran. Valeri Zorkin, presidente del Tribunal Constitucional, fue obligado a dimitir. El responsable de la Federación de Sindicatos de Independientes de Rusia también fue depuesto y Yeltsin aprovechó la oportunidad para privar a los sindicatos de muchas de sus funciones administrativas y del contacto directo con los trabajadores.
El 12 de octubre, Yeltsin dio a conocer que ambas cámaras legislativas serían renovadas en unas elecciones en diciembre.  Tres días después anunciaba la celebración de un referéndum para la aprobación de una constitución y se acusaba a Rutskói y Jasbulátov de "organización de desórdenes públicos" mandándolos a la cárcel de Lefórtovo, no fueron liberados hasta 1994 cuando la posición de Yeltsin era suficientemente segura.
Con la máxima de "Rusia necesita orden" Yeltsin se dirigió a los ciudadanos desde la televisión estatal en noviembre. Anunció el referéndum constitucional para el 12 de diciembre en que se aprobaría su propuesta constitucional que le daba poderes casi plenipotenciales.
El proyecto constitucional restringía las capacidades del parlamento. El presidente dirigiría y designaría a todos los miembros del gobierno, incluso al primer ministro aún en contra de la opinión del legislativo. También tendría capacidad para nombrar a la dirección militar. Si el parlamento emitía un voto en contra del gobierno este podía ser congelado en una oficina gubernamental por tres meses y si se volvía a repetir Yeltsin tenía facultad de disolver las cámaras. Yeltsin podía oponerse a cualquier decisión parlamentaria si lograba una mayoría simple a su favor y no una mayoría cualificada como había venido siendo habitual.
El presidente no podía ser acusado de contravenir a la constitución. El Banco Central era un poder independiente pero el presidente debía tener el apoyo de la Duma, el nuevo Poder Legislativo, pero luego permanecería independiente a la misma. La mayoría de los observadores políticos que vieron el texto constitucional propuesto por Yeltsin para el referéndum del 12 de diciembre estaban de acuerdo que el mismo estaba hecho exprofeso, a las necesidades del presidente Yeltsin y que había muy pocas posibilidades que se mantuviera después de él.

### Fin del primer período constitucional
El 12 de diciembre, Yeltsin obtuvo su nueva constitución que creaba una presidencia fuerte y con la capacidad de gobernar por decreto. El parlamento, elegido ese mismo día, se posicionó en contra el programa de reformas económicas.
El nuevo legislativo fue contrario al presidente. Los candidatos que eran afines a las políticas de Yeltsin fueron duramente castigados por los votantes. La mayoría estaba dividida entre los comunistas, que recibieron apoyo de los trabajadores de la industria, burócratas y pensionistas, y los ultra-nacionalistas, que fueron apoyados por las clases bajas, muy perjudicadas por las reformas neoliberales de Yeltsin. El grupo que irrumpió con fuerza inesperada fue el Partido Democrático Liberal (LDPR). 
El partido más votado fue Opción de Rusia que lideraba por Gaidar y fiel a Yeltsin con el 23 % de los votos, seguido del  Partido Comunista de la Federación Rusa con el 15,5 % y por el Partido Democrático Liberal (LDPR), de Vladímir Zhirinovski, con el 12,4 %. Esta última fuerza alarmó a muchos observadores políticos por su ideología cercana al fascismo.
El referéndum constitucional puso fin al período regido por la constitución de 1978 que había sido creada y aprobada para la República Socialista Federativa Soviética de Rusia (RSFSR) y que había sufrido muchas modificaciones particularmente en la época de Mijaíl Gorbachov. 
Aunque Rusia emergía formalmente como un sistema presidencial con un parlamento bicameral, el poder real se encontraba en manos del presidente. Rusia tiene un primer ministro que dirige su gabinete de gobierno y la administración, pero el sistema es un ejemplo de poder presidencial con la cubierta de un primer ministro —no un modelo constitucional semipresidencial real—.